# بول ديفيس (كرة سلة)
بول ديفيس (بالإنجليزية: Paul Davis)‏ مواليد 21 يوليو 1984 في روتشستر، هو لاعب كرة سلة أمريكي بدأ مسيرته الاحترافية في سنة 2006 حيث تم اختياره من قبل فريق لوس أنجلوس كليبرز خلال الدرافت يلعب مع فريق خيمكي كلاعب وسط ويحمل الرقم 40. يبلغ طوله 6 قدم 11 بوصة (2.1 م).

## فرق لعب لها
- لوس أنجلوس كليبرز
- واشنطن ويزاردز
- أوبرادويرو لكرة السلة
- نادي إشبيلية لكرة السلة
- خيمكي

## إحصائيات المسيرة

### الرابطة الوطنية لكرة السلة
| السنة   | الفريق            | لعب | بدأ | دقيقة | ميداني% | ثلاثية | حرة  | ارتداد | صنع | استلاب | تصدي | نقطة |
| ------- | ----------------- | --- | --- | ----- | ------- | ------ | ---- | ------ | --- | ------ | ---- | ---- |
| 2006–07 | لوس أنجلوس كليبرز | 31  | 0   | 5.8   | .423    | .000   | .700 | 1.4    | .2  | .2     | .2   | 1.6  |
| 2007–08 | لوس أنجلوس كليبرز | 22  | 1   | 8.8   | .369    | .000   | .600 | 2.1    | .5  | .3     | .3   | 2.5  |
| 2008–09 | لوس أنجلوس كليبرز | 27  | 1   | 11.9  | .408    | .000   | .794 | 2.5    | .4  | .4     | .1   | 4.0  |
| 2009–10 | واشنطن ويزاردز    | 2   | 0   | 4.0   | .500    | .000   | .500 | .0     | 1.5 | .0     | .5   | 2.5  |
| المسيرة |                   | 82  | 2   | 8.6   | .402    | .000   | .732 | 1.9    | .4  | .3     | .2   | 2.6  |

## روابط خارجية
- بول ديفيس على موقع الاتحاد الدولي لكرة السلة (الإنجليزية)
- بول ديفيس على موقع الدوري الأوروبي لكرة السلة (الإنجليزية)
- بول ديفيس على موقع إن بي أي (الإنجليزية)
- بول ديفيس على موقع سبورتس رفرنس (الإنجليزية)
- بول ديفيس على موقع الدوري الإسباني لكرة السلة (الإسبانية)
- بول ديفيس على موقع كرة السلة الأوروبية.كوم (الإنجليزية)
- بول ديفيس على موقع DraftExpress.com (الإنجليزية)
- بول ديفيس على موقع كلية كرة السلة في سبورتس رفرنس.كوم (الإنجليزية)
- بول ديفيس على موقع ريلجم (الإنجليزية)
- بول ديفيس على موقع بروبوليرز (الإنجليزية)